# Luceau
Luceau is een gemeente in het Franse departement Sarthe (regio Pays de la Loire). De plaats maakt deel uit van het arrondissement La Flèche. Luceau telde op 1 januari 2022 1.233 inwoners.

## Geografie
De oppervlakte van Luceau bedroeg op 1 januari 2022 18,77 vierkante kilometer; de bevolkingsdichtheid was toen 65,7 inwoners per km².

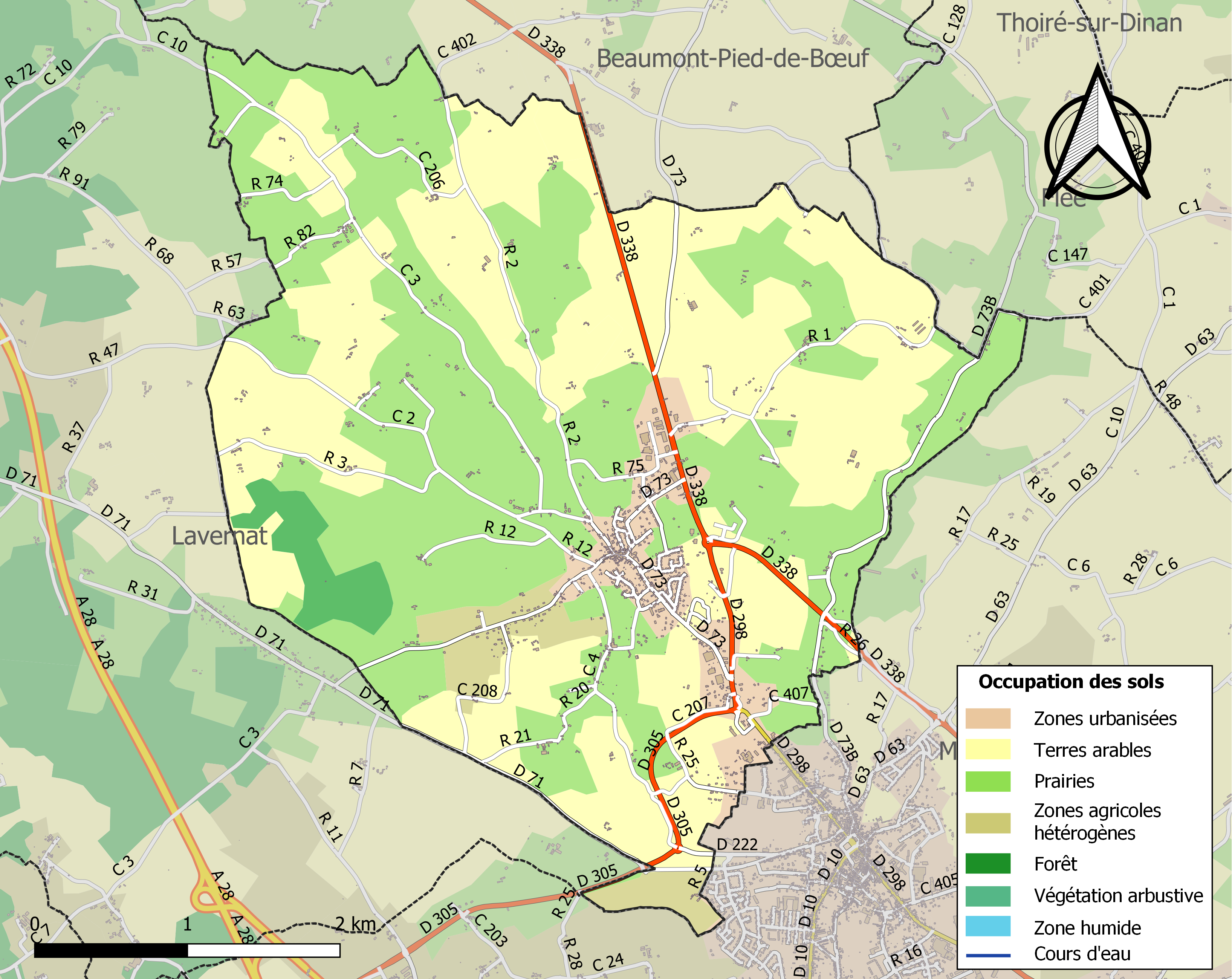
Kaart van de gemeente met de belangrijkste infrastructuur, bodemgebruik en omliggende gemeenten

## Demografie
Onderstaande figuur toont het verloop van het inwonertal (bron: INSEE-tellingen).